# Leposoma scincoides
Leposoma scincoides — вид ящірок родини гімнофтальмових (Gymnophthalmidae). Ендемік Бразилії.

## Поширення і екологія
Leposoma scincoides мешкають в прибережних районах на південному сході Бразилії, в штатах Баїя, Мінас-Жерайс, Еспіріту-Санту і Ріо-де-Жанейро. Вони живуть у вологих атлантичних лісах, на узліссях і на тінистих кавових плантаціях, серед опалого листя. Живляться комахами та іншими безхребетними.